# ビルウェル証券
ビルウェル証券株式会社は、かつて存在した日本の証券会社である。2010年10月21日をもって登録取消となった。

## 概要
- 企業名 : ビルウェル証券株式会社
- 金商登録番号 : 関東財務局長(金商)第200号
- 資本金 : 3億1,798万円
- 本社所在地 : 東京都港区芝公園1-6-8 泉芝公園ビル3F

## 沿革
- 2010年10月21日 - 証券業の登録取消。